# Heinrich von Blois
Heinrich von Blois (* um 1100; † 8. August 1171) war Abt von Glastonbury ab 1126 und Bischof von Winchester ab 1129 bis zu seinem Tod. Er war einer von fünf Söhnen des Grafen Stephan II. von Blois und der Adela von Normandie, einer Tochter Wilhelms des Eroberers, somit ein Bruder des englischen Königs Stephan.
Heinrich wurde im Sinne der Prinzipien der Cluniazensischen Reform in Cluny erzogen, wo Petrus Venerabilis einer seiner Lehrer war. Sein Onkel, der englische König Heinrich I. machte ihn als etwa 25-Jährigen zum Abt von Glastonbury, drei Jahre später zum Bischof von Winchester, wobei ihm gestattet wurde, die Abtei weiter zu führen. Er hatte Ambitionen auf den Titel des Erzbischofs von Canterbury, weigerte sich aber, dafür die Abtei aufzugeben. 1139, während der Herrschaft seines Bruders Stephan, wurde er vom Papst höher als der Erzbischof von Canterbury eingestuft, sodass er in dieser Zeit als oberster Kleriker Englands angesehen wurde und in Abwesenheit seines Bruders der mächtigste Mann Englands war.
Die Beziehungen zwischen Heinrich und Stephan, der 1135 König wurde, waren nicht immer spannungsfrei. Nach der Schlacht von Lincoln (1141) hielt Heinrich es für sinnvoller, Stephans Gegnerin, Matilda zu unterstützen, mit deren Persönlichkeit er jedoch nicht zurechtkam. Im Jahr darauf stand er wieder an der Seite seines Bruders, und seine erfolgreiche Verteidigung Winchesters in der Schlacht von Winchester gegen Matilda war der Wendepunkt in der Auseinandersetzung zwischen den beiden Parteien.
Heinrich von Blois war für Hunderte von Projekten verantwortlich, darunter die umfangreiche Entwicklung Glastonburys vor der Zerstörung durch Feuer 1185. Anders als die meisten Bischöfe seiner Zeit interessierte er sich für Architektur. Er vervollständigte die Kathedrale von Winchester und den bischöflichen Palast und ließ den Tunnel unter der Kathedrale bauen, der es Pilgern erleichterte, die Reliquien zu besichtigen. Auf ihn gehen auch die Burg von Farnham (Surrey) zurück sowie das Hospital Saint Cross in Winchester. In Southwark errichtete er rund um seinen Palast ein Vergnügungs- und Bordellviertel, das für ihn eine wichtige Einnahmequelle wurde. Den hier arbeitenden Prostituierten wurde eine christliche Bestattung verweigert.
Der Ablauf der päpstlichen Einstufung 1144 beraubte ihn eines großen Teils seiner Macht. Seine Versuche, eine Verlängerung zu erreichen, schlugen fehl, sein Besuch in Rom diesbezüglich ebenfalls, doch erreichte er bei dieser Gelegenheit große Vergünstigungen für Glastonbury und den Benediktinerorden im Allgemeinen.
Kurze Zeit nach Stephans Tod und der Thronbesteigung von Matildas Sohn Heinrich II. zog er sich für drei Jahre nach Cluny zu seinem Mentor Peter Venerabilis zurück, der am Weihnachtstag 1156 starb.
Heinrich von Blois finanzierte unter anderen Werken auch Schriften von Wilhelm von Malmesbury, der einer seiner engen Freunde war. Er regte auch die größte je versuchte Bibel-Illumination an, eine Ausgabe von fast einem Meter Höhe. Diese niemals vollendete Bibel ist in Winchester ausgestellt.
In seiner späteren Jahren wurde Heinrich von Blois zum Vorsitzenden im Verfahren gegen Thomas Becket ernannt, unterstützte aber gleichzeitig heimlich Beckets Familie vor und nach dessen Ermordung.
Heinrich von Blois wurde in Winchester in einer ebenerdigen Steinkrypta im Chor bestattet.